# Anna Björk Kristjánsdóttir
Anna Björk Kristjánsdóttir (* 14. Oktober 1989) ist eine isländische Fußballnationalspielerin, die seit 2025 bei KR Reykjavík unter Vertrag steht.

## Karriere

### Verein
Anna Björk spielte 2004 39 Tage vor ihrem 15. Geburtstag erstmals für KR Reykjavík in der höchsten isländischen Liga für Frauen, der Landsbankadeild kvenna. Der Einsatz dauerte nur 13 Minuten und es dauerte 20 Monate bis zu ihrem nächsten Einsatz in der Saison 2006, der dann nur 12 Minuten dauerte. Sie kam in der Saison aber noch auf vier weitere Einsätze und stand dabei sogar zweimal in der Startelf. Nach einem bzw. vier Einsätzen in den Jahren 2007 bzw. 2008, wechselte sie zur Saison 2009 zu UMF Stjarnan, wo sie sofort Stammspielerin wurde und 2011, 2013 sowie 2014 die Meisterschaft gewinnen konnte. Für UMF spielte sie auch in der UEFA Women’s Champions League 2012/13, wo die Isländerinnen aber im Sechzehntelfinale nach einem torlosen Remis im Heimspiel mit 1:3 im Rückspiel beim russischen Vizemeister FC Sorki Krasnogorsk scheiterten. 2014/15 war wieder der russische Vizemeister, diesmal Swesda 2005 Perm im Sechzehntelfinale stärker, gegen den sie mit 1:3 und 2:5 unterlagen. 2016/17 mussten sie in die Qualifikation, wo sie in drei Spielen in Zypern kein Gegentor kassierten, dann im Sechzehntelfinale aber wieder gegen die Russinnen ausschieden, diesmal nach zwei 1:3-Niederlagen.
Zur Saison 2016 ging es dann nach Schweden zum KIF Örebro. Im Juli bestritt sie aber nochmals zwei Spiele für UMF als die Saison in Schweden wegen der Olympischen Spiele unterbrochen war. Obwohl sie in Örebro Stammspielerin war, wechselte sie zur Saison 2017 zum Aufsteiger IF Limhamn Bunkeflo. Nach zwei Spielzeiten, in denen jeweils der Abstieg knapp vermieden konnte, wechselte sie in die Eredivisie zum PSV Eindhoven. Hier kam sie aber nur auf elf Einsätze in zwei Spielzeiten. Im Mai 2020 kehrte sie dann zurück in ihre Heimat und spielte für UMF Selfoss, wo sie in drei Monaten 13 Ligaspiele bestritt. Im September wechselte sie dann in die Division 1 Féminine zum Le Havre AC. Nach Abschluss der Saison 2020/21, die für Le Havre mit dem Abstieg endete, wechselte sie zu Inter Mailand. Nach zwei Spielzeiten in Italien kehrte sie in ihre Heimat zurück und spielte seit August 2023 für Valur Reykjavík. Nach einer Schwangerschaftspause wechselte sie im Mai 2025 zum Stadtrivalen KR Reykjavík.

### Nationalmannschaft
Im Juli 2006 spielte sie viermal für das isländische U-16-Team, im November dann einmal für die U-19. Ende September/Anfang Oktober 2007 nahm sie dann mit der U-19 an der ersten Qualifikationsrunde in Portugal für die U-19-Fußball-Europameisterschaft der Frauen 2008 teil. Mit drei Siegen erreichten sie die Eliterunde. Hier konnten sie im April 2008 beim Turnier in Belgien aber nur einen Punkt gegen Polen gewinnen und verloren zweimal mit 0:1 gegen Belgien und England, so dass sie nur Gruppendritte wurden. Damit endete zunächst ihre Zeit in den U-Mannschaften. Im August 2012 bestritt sie dann noch ein Spiel für die U-23.
Als einzige Isländerin ohne A-Länderspiel wurde sie dann für die EM-Endrunde 2013 nominiert, dort aber noch nicht eingesetzt. Ihr erstes A-Länderspiel bestritt sie dann am 31. Oktober 2013 im zweiten Spiel der Qualifikation für die WM 2015 auswärts gegen Serbien und spielte 90 Minuten durch. Es folgten drei Einsätze beim Algarve-Cup 2014, bei dem die Isländerinnen den dritten Platz belegten, und fünf weitere Einsätze in der WM-Qualifikation – jeweils über die volle Spielzeit. Als schlechtester Gruppenzweiter verpassten die Isländerinnen aber nicht nur die direkte Qualifikation, sondern auch die Play-offs der Gruppenzweiten. Besser lief es in der Qualifikation für die EM 2017, wo sie in sieben der acht Spiele jeweils über 90 Minuten spielte und sich mit ihrer Mannschaft als Gruppensieger für die Endrunde qualifizierte. Bei der Endrunde wurde sie dann aber nur einmal eingesetzt und schied mit ihrer Mannschaft nach drei Niederlagen aus. Sie kam dann beim Algarve-Cup 2018 noch in allen vier Spielen zum Einsatz, danach stagnierte aber ihre Karriere. So wurde sie nur noch sporadisch eingesetzt. In der Qualifikation für die WM 2019 hatte sie nur drei Kurzeinsätze von insgesamt 94 Minuten und in der Qualifikation für die EM 2022 saß sie achtmal nur auf der Bank. Die Isländerinnen qualifizierten sich als einer der drei besten Gruppenzweiten für die EM-Endrunde, für die sie nicht nominiert wurde.

## Erfolge
- Isländische Meisterin 2011, 2013, 2014 (mit UMF Stjarnan)
- Isländische Pokalsiegerin 2012, 2014, 2015 (mit UMF Stjarnan)
- Isländische Superpokalsiegerin  2012, 2015, 2020 (mit  UMF Stjarnan)
- Isländische Ligapokalsiegerin  2013, 2014, 2015 (mit  UMF Stjarnan)